# 시미켄
시미켄(しみけん, 1979년 9월 1일~)은 일본의 성인 비디오 배우, 감독이다. 본명은 시미즈 켄(일본어: 清水 健)으로, 저술가로도 활동하며, 퀴즈 플레이어, 음식점 경영자이기도 하다. 출연 작품은 8000편 이상, 연간 700편 이상 출연, 관계를 맺은 사람 수는 9000명에 이른다고 한다.

## 시미켄 TV
2019년 초에 주로 한국인들을 대상으로 성적인 고민 해결이나 지식 전달을 하는 유튜브 채널인 시미켄 TV를 개설했는데, 1달 만에 구독자 36만명을 돌파하는 급성장을 보였다.

## 출연 영화
- 2023년 1초 앞, 1초 뒤 - 미츠루 역